# Il boss delle torte - La sfida (seconda edizione)
La seconda stagione de Il boss delle torte - La sfida è stata girata presso la struttura della Pasticceria da Carlo di Lackawanna a Jersey City nel New Jersey. In America è stato trasmesso a partire dal 28 novembre 2011 fino al 30 gennaio 2012, in Italia il programma è stato trasmesso dal 6 aprile al 15 giugno 2012. Marissa Lopez, la vincitrice della serie, ricevette come premio 100.000 dollari, un articolo di quattro pagine su Brides Magazine e un apprendistato presso la Pasticceria da Carlo.
Mentre in America ad ogni puntata viene dato un titolo, in Italia, invece, ci si riferisce alla puntata con il suo numero in serie.

## Concorrenti
I tredici concorrenti che hanno partecipato al reality show sono stati:
| Concorrente       | Età | Occupazione                        | Città                           |
| ----------------- | --- | ---------------------------------- | ------------------------------- |
| Ryan Cimorelli    | 30  | Costruttore, pastecciere part time | North Providence, Rhode Island  |
| Wesley Durden (†) | 29  | Soldato dell'United States Army    | Fayetteville, Carolina del Nord |
| Chad Fitzgerald   | 44  | Professore di matematica liceale   | Duncanville, Texas              |
| Jasmine Frank     | 20  | Pasticciere                        | Los Angeles, California         |
| Tony Frys         | 23  | Pasticciere                        | Fort Worth, Texas               |
| Heather Grubb     | 31  | Casalinga                          | Knoxville, Tennessee            |
| Megan Hart        | 38  | Paramedico                         | Pittsburgh, Pennsylvania        |
| Marissa Lopez     | 24  | Decoratrice di torte               | Pompton Lakes, New Jersey       |
| Heather Macia     | 32  | Pasticciera                        | Las Vegas, Nevada               |
| Carmelo Oquendo   | 43  | Poliziotto in pensione             | Worcester, Massachusetts        |
| Nadine Reibeling  | 28  | Pasticciere                        | New York, New York              |
| Minerva Vazquez   | 46  | Personal chef                      | Cutler Bay, Florida             |
| Sara Williams     | 39  | Pasticciere                        | Cedartown, Georgia              |

## Tabella eliminazioni
| Piazzamento | Concorrente                     | Episodio 1 | Episodio 2  | Episodio 3             | Episodio 4 | Episodio 5   | Episodio 6 | Episodio 7 | Episodio 8 | Episodio 9*** | Episodio 11 | Episodio 11 |
| ----------- | ------------------------------- | ---------- | ----------- | ---------------------- | ---------- | ------------ | ---------- | ---------- | ---------- | ------------- | ----------- | ----------- |
|             | Vincitori sfida del pasticciere | Jasmine    | Marissa     | Chad Heather G. Wesley | Nadine     | Chad Marissa | Nadine     | Marissa    | Ryan       | Marissa       | Marissa     | Marissa     |
| 1           | Marissa                         | SALVA      | PRIMA       | PRIMA                  | ULTIMI 2   | ULTIMI 3     | PRIMA      | PRIMI 3    | SALVA      | SALVA         | SALVA       | VINCITRICE  |
| 2           | Nadine                          | SALVA      | SALVA       | SALVA                  | PRIMA      | PRIMA        | ULTIMI 4   | ULTIMI 4   | ULTIMI 2   | SALVA         | PRIMA       | SECONDA     |
| 3           | Ryan                            | SALVO      | PRIMO       | PRIMO                  | SALVO      | SALVO        | ULTIMI 4   | PRIMO      | SALVO      | ULTIMI 2      | TERZO       |             |
| 4           | Chad                            | PRIMO      | SALVO       | PRIMO                  | SALVO      | PRIMO        | ULTIMI 2   | ULTIMI 4   | ULTIMI 3   | ELIMINATO     |             |             |
| 5           | Megan                           | PRIMI 4    | ULTIMI 3    | ULTIMI 4               | SALVA      | SALVA        | PRIMA      | PRIMI 3    | ELIMINATA  |               |             |             |
| 6           | Carmelo                         | PRIMO      | SALVO       | ULTIMI 4               | SALVO      | PRIMO        | PRIMO      | ULTIMI 2   | ELIMINATO  |               |             |             |
| 7           | Heather G.                      | PRIMI 4    | ULTIMI 3    | PRIMA                  | PRIMA      | SALVA        | PRIMA      | ELIMINATA  |            |               |             |             |
| 8           | Heather M.                      | ULTIMI 2   | PRIMA       | SALVA                  | PRIMA      | ULTIMI 3     | ELIMINATA  |            |            |               |             |             |
| 9           | Minerva                         | PRIMA      | ULTIMI 2**  | ULTIMI 4               | PRIMI 3    | ELIMINATA    |            |            |            |               |             |             |
| 10          | Wesley                          | PRIMI 4    | SALVO       | SALVO                  | ELIMINATO  |              |            |            |            |               |             |             |
| 11          | Jasmine                         | PRIMA      | PRIMA       | ELIMINATA              |            |              |            |            |            |               |             |             |
| 12          | Tony                            | ULTIMI 3   | ELIMINATO** |                        |            |              |            |            |            |               |             |             |
| 13          | Sara                            | ELIMINATA  |             |                        |            |              |            |            |            |               |             |             |

     (VINCITORE) Il concorrente ha vinto lo show
     (SECONDO) Il concorrente si è piazzato al secondo posto
     (TERZO) Il concorrente si è piazzato al terzo posto
     (PRIMO) Il concorrente ha vinto la puntata
     (PRIMI 3 (4)) I concorrenti hanno realizzato la miglior torta, ma non hanno vinto
     (SALVO) I concorrenti salvati e che accedono alla puntata successiva
     (ULTIMI 3 (4)) I concorrenti hanno realizzato la torta peggiore, ma non sono stati eliminati
     (ULTIMI 2) I concorrenti hanno realizzato la torta peggiore e che sono stati gli ultimi ad accedere alla puntata successiva
     (ELIMINATO) I concorrenti che sono stati eliminati
(**) Buddy all'inizio annunciò che Minerva sarebbe andata via dalla competizione. Minerva dichiarò di non essere d'accordo e dimostrò tutta la sua passione per questo tipo di lavoro. Buddy decise di eliminare Tony.
(***) L'episodio 10 non è presente in quanto durante quella puntata la gara non si svolse.

## Episodi
| nº | Titolo originale                  | Titolo italiano | Prima TV USA     | Prima TV Italia |
| -- | --------------------------------- | --------------- | ---------------- | --------------- |
| 1  | It's Go Time!                     | Episodio 1      | 28 novembre 2011 |                 |
| 2  | Life-Sized Cakes                  | Episodio 2      | 5 dicembre 2011  |                 |
| 3  | Wedding Wonderland                | Episodio 3      | 12 dicembre 2011 |                 |
| 4  | Bakers On Ice                     | Episodio 4      | 19 dicembre 2011 |                 |
| 5  | Let the Sparks Fly                | Episodio 5      | 26 dicembre 2011 |                 |
| 6  | Gators, Chimps and Bears...Oh My! | Episodio 6      | 2 gennaio 2012   |                 |
| 7  | Here Comes The Bride-zilla!       | Episodio 7      | 9 gennaio 2012   |                 |
| 8  | Headbanging Bakers                | Episodio 8      | 16 gennaio 2012  |                 |
| 9  | Crown-Winning Cakes               | Episodio 9      | 23 gennaio 2012  |                 |
| 10 | Finale Pre-Show                   | Episodio 10     | 30 gennaio 2012  |                 |
| 11 | Finale Pre-Show                   | Episodio 11     | 30 gennaio 2012  |                 |

### Episodio 1
- Sfida ad eliminazione: I concorrenti divisi in quattro squadre dovevano creare una torta a tema e consegnarla presso la Pasticceria da Carlo.
- L'eliminazione: Buddy decide che il primo concorrente ad andare a casa è Sara.

### Episodio 2
- Sfida ad eliminazione: I concorrenti divisi in tre squadra avevano il compito di costruire una torta a grandezza naturale che raffigurasse tre delle sorelle di Buddy. Siccome nessuna delle torte venne considerata all'altezza tutti erano a rischio eliminazione. Buddy decise che i due peggiori erano Minerva e Tony.
- L'eliminazione: Buddy all'iniziò annunciò che Minerva sarebbe andata via dalla competizione. Minerva dichiarò di non essere d'accordo e dimostrò tutta la sua passione per questo tipo di lavoro, quindi decise di eliminare Tony.

### Episodio 3
- Sfida ad eliminazione: I concorrenti vengono divisi in tre gruppi e ognuno ha il compito di creare una torta nuziale.
- L'eliminazione: Jasmine viene eliminata per la sua eccessiva sicurezza e la leadership debole.

### Episodio 4
- Sfida ad eliminazione: In questa puntata, vengono create tre squadre e ogni squadra ha il compito di creare una torta a tema natalizio per la festa della famiglia Valastro. La squadra di Wesley viene considerata la peggiore.
- L'eliminazione: Wesley viene eliminato.

### Episodio 5
- Sfida ad eliminazione: I concorrenti hanno il compito di creare una torta con elementi meccanici. La squadra di Minerva perde la sfida a causa di vari errori, come il fatto che la giostra posta al centro della torta girava così forte che i giudici dissero che se fosse stata vera e loro fossero stati sopra, avrebbero sicuramente vomitato.
- L'eliminazione: Minerva viene eliminata ed è lo stesso Buddy che chiude lo sportello del furgone Not the Next Great Baker in quanto l'aveva esasperato.

### Episodio 6
- Sfida ad eliminazione: Vengono create due squadre e le squadre devono creare torte per una festa in uno zoo.
- L'eliminazione: Buddy elimina Heather M. dopo aver detto che è dotata di grande talento.

### Episodio 7
- Sfida ad eliminazione: I concorrenti hanno il compito di creare una torta nuziale per una futura sposa che non si accontenta di una torta nella media, ma vuole una torta gigantesca. Heather G. e Carmelo vengono considerati i peggiore della puntata.
- L'eliminazione: Heather G. è costretta ad abbandonare la competizione.

### Episodio 8
- Sfida ad eliminazione: Il compito per i concorrenti in questa puntata devono preparare una torta di compleanno per Mauro, che doveva adattarsi al tema heavy-metal. Il secondo giorno, Buddy dichiara che due persone avrebbero lasciato la gara e che non gli piacevano nessuna delle due torte perché erano poco professionali. Nessuna squadra vinse a causa dei molti difetti in entrambe le torte. La torta di Marissa, Nadine e Megan ha avuto problemi strutturali e il top della torta costituito da una chitarra è caduta distruggendo la torta. Mentre Carmelo, Chad e Ryan hanno avuto problemi nei dettagli.
- L'eliminazione: Buddy decise che Carmelo e Megan dovevano lasciare la gara.

### Episodio 9
- Sfida ad eliminazione: I concorrenti hanno il compito di preparare in otto ore una torta per Missi USA Alyssa Campanella, che rappresentasse le sue passioni, la sua carriera e i suoi viaggi in giro per il mondo. Allo scadere delle prime quattro ore, Buddy dichiara che i concorrenti devono terminare le loro torte con la metà del tempo a disposizione (2 ore), tuttavia ad ognuno viene assegnato un ex-concorrente per dare una mano a quelli ancora in gara. Alyssa decide che le torte di Marissa e Nadine sono le migliori ed accedono alla finale. La torta di Ryan non rappresentava molto i lati di Alyssa e aveva molti difetti nei dettagli. Mentre la torta di Chad nonostante la buona fattura della torta rappresentava solo il lato della carriera di Alyssa, quando dovevano essere inseriti tutti.
- L'eliminazione: Buddy decise che Chad doveva lasciare la gara poiché non all'altezza per la sfida.

### Episodio 10
Questo episodio è una puntata speciale, che fa un riassunto della seconda serie fino a quel momento e mostra inoltre alcuni anteprima della punatata finale. Inoltre vengono date anche risposte sulla serie e sui concorrenti. Buddy è il presentatore insieme a Clinton Kelly.

### Episodio 11
- Sfida ad eliminazione: Ognuno dei concorrenti rimasti deve preparare e poi vendere biscotti, paste, torte e pasticcini presso la Pasticceria da Carlo, ricevendo in cambio dei biglietti. Ogni concorrente aveva a disposizione tre dipendenti dello staff della Pasticceria da Carlo: un fornaio, una delle sorelle di Buddy e un impiegato. I concorrenti con il maggior numero di biglietti avrebbe continuato la competizione. Ryan è colui che ha venduto di meno e che quindi lascia la gara.
- La finale: Le finaliste, aiutate da alcuni componenti della Pasticceria da Carlo devono preparare una torta che racconti il loro sogno e la loro storia. Le torte saranno giudicate da Buddy, sua madre Mary e Randy Fenoli, uno dei protagonisti di Abito da sposa cercasi. Alla fine Buddy dichiarò Marissa "pasticciere emergente".